# Hunshyal (P.Y.), Gokak
Hunshyal (P.Y.) là một làng thuộc tehsil Gokak, huyện Belgaum, bang Karnataka, Ấn Độ.